# 夢の蕾
「夢の蕾」（ゆめのつぼみ）は、日本のロックバンド・レミオロメンのメジャー13作目（通算14作目）のシングル。

## 概要
- 前作「もっと遠くへ/オーケストラ」から約5カ月ぶりのシングル。今作から所属芸能事務所である烏龍舎の自社レーベルにしてエイベックス・エンタテインメント内のレーベルでもあるOORONG RECORDSに移籍した[1]。
- 表題曲にはメンバー以外のギタリストとして西川進が参加している[注 1]。
- 表題曲は妻夫木聡主演の映画『感染列島』の主題歌に起用された[2][3]。
- 初回生産分はデジパック仕様で、特典としてオリジナルグッズが当たる抽選応募券が同梱された。
- 今作で『ミュージックステーション』に14度目の出演を果たした[4]。
- オリコンチャート初登場3位を獲得。「Wonderful & Beautiful」以来2作ぶりのトップ3入り、10作連続でのトップ10入りと月間チャート入りを果たした。

## 収録曲
1. 夢の蕾
作詞・作曲：藤巻亮太
編曲：レミオロメン、小林武史
ストリングスアレンジ：小林武史、四家卯大
前年に発売された4thアルバム『風のクロマ』の収録曲が揃う際に原曲は完成していたが、スケールの大きいメロディ故に書きたくても歌詞が書けなかったという。そんな折、映画『感染列島』の主題歌の依頼を受け作品を鑑賞、人が繋がり夢が繋がる、夢の蕾の花が咲くためには、たくさんの人が支え合い夢の蕾を介して誰かとつながっているという考えに辿り着き完成された。藤巻曰く「いろんな状況があって作り上げることができた曲」とのこと[5][6]。
2. 風の工場
作詞・作曲：藤巻亮太
編曲：レミオロメン、皆川真人
2ndアルバム『ether [エーテル]』制作時から存在していた楽曲。藤巻曰く「どんどん転調してゆく自由度が高い曲」で、初めて共同アレンジに皆川が参加して制作された。神宮司治はこの楽曲でティンパニ風の音色を欲し、バスドラムを2つ外して椅子に乗せて叩いたという[5]。
3. 歩調 (Previous Remix)
作詞・作曲：藤巻亮太
編曲：レミオロメン、小林武史
前田啓介の発案で、アマチュア時代に制作された楽曲をそのままにリミックスを施して収録された[5]。

## 参加ミュージシャン
レミオロメン
- 藤巻亮太：Vocal & Guitar
- 前田啓介：Bass
- 神宮司治：Drums

サポートミュージシャン
- 小林武史：Keyboards (#1,3)
- 皆川真人：Keyboards (#2)
- 西川進：Guitar (#1)
- 四家卯大ストリングス：Strings (#1)
- 安達練：Computer Programmed (全曲)

## タイアップ
- 東宝配給映画『感染列島』主題歌 (#1)

## 収録アルバム
- レミオベスト (#1)